# 玖波町
玖波町（くばちょう）は、広島県佐伯郡にあった町。現在の大竹市の一部にあたる。

## 地理
- 海洋：瀬戸内海
- 河川：恵川[1]

## 歴史
- 1889年（明治22年）4月1日、町村制の施行により、佐伯郡玖波村が単独で村制施行し、玖波村が発足[1][2]。
- 1915年（大正4年）電灯点灯[1]。
- 1924年（大正13年）6月1日、町制施行し玖波町となる[1][2]。
- 1954年（昭和29年）9月1日、佐伯郡小方町、大竹町、栗谷村、友和村の一部（松ケ原）と合併し、市制施行し大竹市を新設して廃止された[1][2]。

### 地名の由来
次の二説あり。
1. 木場に由来し、かつて薪・材木の積出地であったことから。
2. 『万葉集』の「高庭駅」を「コバ」と訓み、その転訛。

## 産業
- 商業、漁業[1]。

## 交通

### 鉄道
- 1897年（明治30年）山陽鉄道（現山陽本線）玖波駅を開設[1]。

### 港湾
- 玖波漁港[1]